# A Fish Called Wanda
A Fish Called Wanda is een Britse/Amerikaanse komische film uit 1988, geschreven door John Cleese en geregisseerd door Charles Crichton. De hoofdrolspelers zijn Cleese, Jamie Lee Curtis (als Wanda), Kevin Kline en Michael Palin. Kline kreeg een Oscar voor beste mannelijke bijrol. In 1997 werd er een semi-vervolgfilm gemaakt, genaamd Fierce Creatures.

## Verhaal
De film is een komedie over een juwelenroof, opgezet door George Thomason (gespeeld door Tom Georgeson), en de gevolgen daarvan. De rechterhand van George is Ken Pile (Michael Palin), een dierenliefhebber die stottert. Ze halen er twee Amerikanen bij: de sexy oplichtster Wanda Gershwitz (Jamie Lee Curtis) en huurmoordenaar Otto West (Kevin Kline). Wanda en Otto zijn van plan de juwelen zelf in te pikken ten koste van George en Ken, en Wanda is bovendien van plan zich te zijner tijd van de niet al te slimme Otto te ontdoen.
De roof slaagt, maar vervolgens geven Wanda en Otto George aan bij de politie. Ze komen er te laat achter dat George de buit ergens anders verstopt heeft, maar hij wil niet zeggen waar. Ken verbergt de sleutel, maar Wanda ziet dit en neemt de sleutel weg. Ze besluit dat de beste manier om de plaats van de buit te weten te komen is aan te pappen met de advocaat van George, Archie Leach (John Cleese). Ze hoopt hem zo het hoofd op hol te brengen dat hij alle vertrouwelijke informatie, waaronder mogelijk de locatie van de buit, verklapt. Dit is niet moeilijk; Archie zit vastgeroest in een liefdeloos huwelijk met zijn chagrijnige vrouw Wendy. Wanda kan hem bijna verleiden, maar de romantische avond wordt onderbroken doordat de vrouw en de dochter van Archie onverwacht vroeg weer thuiskomen. Wanda verliest de hanger waarin zij de sleutel had verborgen, de vrouw van Archie vindt deze en denkt dat het een geschenk is van Archie voor haar. Bovendien hangt Otto voortdurend in de buurt rond omdat hij nogal jaloers is.
Vervolgens zet Archie een inbraak in zijn eigen huis in scène om de hanger terug te krijgen voor Wanda, maar hij wordt uitgeschakeld door Otto zonder dat deze hem herkent. Zijn vrouw vindt hem, maar Archie kan de hanger voor haar verbergen. Archie besluit de relatie met Wanda stop te zetten, maar Wanda is nu echt verliefd op hem.
Ken moet ondertussen de kroongetuige uitschakelen, een oude vrouw. Drie keer doodt hij per ongeluk een van haar hondjes, wat ook voor Ken als dierenliefhebber in hart en nieren een zware slag is. Ten slotte sterft de vrouw door de spanningen ten gevolge van de dood van haar hondjes aan een hartaanval. Hierdoor kan George vrijkomen, maar Wanda zorgt ervoor tijdens haar getuigenverklaring dat zijn alibi niet meer klopt. In de consternatie begaat Archie Freudiaanse vergissingen waardoor zijn eveneens aanwezige vrouw weet dat hij vreemdgaat. Woedend probeert George Wanda aan te vallen, en Wendy deelt Archie mee dat ze wil scheiden. Archie zet George onder druk met een voorstel voor een strafkorting en komt erachter dat Ken de plaats van de buit weet en gaat met Wanda naar zijn appartement.
Daar is Otto al bezig Ken te folteren, door een voor een zijn geliefde aquariumvissen levend op te eten. Zo komt hij ook de plaats van de buit te weten. Hij neemt Wanda mee naar het hotel waar de buit verborgen is, naast de luchthaven vanaf waar zij willen vluchten. Ken en Archie gaan hen achterna. Nadat Otto en Wanda de buit hebben gevonden, slaat Wanda Otto neer, verbergt hem in een werkkast en gaat het vliegtuig binnen. Otto ontsnapt uit de werkkast en neemt Archie gevangen. Alvorens hem te doden wil hij hem vernederen, maar Archie weet hem zo op stang te jagen dat hij in drogend cement vast komt te zitten en Ken hem kan overrijden met een pletwals, uit wraak voor zijn getreiter en het opeten van zijn vissen. Wanda en Archie vliegen dan samen een romantische toekomst tegemoet.

## Rolverdeling
| Acteur           | Personage         |
| ---------------- | ----------------- |
| John Cleese      | Archie Leach      |
| Jamie Lee Curtis | Wanda Gershwitz   |
| Kevin Kline      | Otto West         |
| Michael Palin    | Ken Pile          |
| Maria Aitken     | Wendy Leach       |
| Tom Georgeson    | George Thomason   |
| Patricia Hayes   | Mrs Eileen Coady  |
| Geoffrey Palmer  | rechter           |
| Cynthia Caylor   | Portia Leach      |
| Ken Campbell     | Bartlett          |
| Al Hunter Ashton | Warder            |
| Roger Brierley   | Davidson          |
| Llewellyn Rees   | Sir John          |
| Michael Percival | Percival          |
| Jeremy Child     | Mr. Johnson       |
| Stephen Fry      | Hutchison (Cameo) |